# Cizanye (vattendrag, lat -3,15, long 29,67)
Cizanye är ett vattendrag i Burundi. Det ligger i den centrala delen av landet, 40 kilometer nordost om huvudstaden Bujumbura.
Omgivningarna runt Cizanye är en mosaik av jordbruksmark och naturlig växtlighet. Runt Cizanye är det tätbefolkat, med 369 invånare per kvadratkilometer.